# Here for a Good Time
| Совокупная оценка    | Совокупная оценка |
| Источник             | Оценка            |
| -------------------- | ----------------- |
| Metacritic           | (74/100)          |
| Оценки критиков      |                   |
| Источник             | Оценка            |
| Allmusic             | [ 2 ]             |
| American Songwriter  | [ 3 ]             |
| The Boston Globe     | (positive)        |
| Country Weekly       | (favorable)       |
| Entertainment Weekly | B+                |
| Los Angeles Times    | [ 7 ]             |
| The New York Times   | (positive)        |
| PopMatters           | [ 9 ]             |
| Slant Magazine       | [ 10 ]            |
| Taste of Country     | [ 11 ]            |
| USA Today            | [ 12 ]            |

Here for a Good Time — 27-й студийный альбом американского кантри-певца Джорджа Стрейта, вышедший 6 сентября 2011 года на лейбле MCA Nashville. Продюсером альбома был Тони Браун и сам Стрейт. Три сингла с диска попали в чарт Hot Country Songs. Альбом получил положительные отзывы музыкальных критиков, он достиг № 1 в кантри-чарте Top Country Albums и № 3 в Billboard 200 (США). 30 ноября 2011 года альбом получил номинацию на премию Грэмми в категории Лучший кантри-альбом.

## Об альбоме
Here for a Good Time был записан в студии Shrimpboat Sound Studio (Ки-Уэст, Флорида), в которой были записаны и последние три альбома Джорджа Стрейта. Сопродюсером альбома стал давний партнёр Стрейта Тони Браун.
Here for a Good Time дебютировал на № 3 в американском хит-параде Billboard 200 и на № в кантри-чарте Country Albumsс тиражом в 91000 копий.

## Список композиций
| №                   | Название                                   | Автор(ы)                                  | Длительность |
| ------------------- | ------------------------------------------ | ----------------------------------------- | ------------ |
| 1.                  | «Love's Gonna Make It Alright»             | Эл Андерсон, Chris Stapleton              | 3:50         |
| 2.                  | «Drinkin' Man»                             | Дин Диллон, Bubba Strait, Дж. Стрейт      | 4:27         |
| 3.                  | «Shame On Me»                              | Б. Стрейт, Дж. Стрейт                     | 2:39         |
| 4.                  | «Poison»                                   | Chuck Cannon, Allen Shamblin              | 3:39         |
| 5.                  | «Here for a Good Time»                     | Диллон, Б. Стрейт, Дж. Стрейт             | 3:01         |
| 6.                  | «House Across the Bay»                     | Диллон, Б. Стрейт, Дж. Стрейт             | 3:36         |
| 7.                  | «Lone Star Blues»                          | Gary Nicholson, Delbert McClinton         | 4:18         |
| 8.                  | «A Showman’s Life» (при участии Фэйт Хилл) | Jesse Winchester                          | 4:43         |
| 9.                  | «Three Nails and a Cross»                  | Bobby Boyd, Диллон, Б. Стрейт, Дж. Стрейт | 3:43         |
| 10.                 | «Blue Marlin Blues»                        | Диллон, Б. Стрейт, Дж. Стрейт             | 3:24         |
| 11.                 | «I’ll Always Remember You»                 | Диллон, Б. Стрейт, Дж. Стрейт             | 3:54         |
| Общая длительность: | Общая длительность:                        | Общая длительность:                       | 41:13        |

## Позиции в чартах
| Чарт (2011)                       | Высшая позиция |
| --------------------------------- | -------------- |
| Canadian Albums Chart             | 12             |
| UK Country Albums Chart           | 5              |
| U.S. Billboard 200                | 3              |
| U.S. Billboard Top Country Albums | 1              |

### Синглы
| Год                                    | Сингл                          | Высшая позиция | Высшая позиция | Высшая позиция |
| Год                                    | Сингл                          | US Country     | US             | CAN            |
| -------------------------------------- | ------------------------------ | -------------- | -------------- | -------------- |
| 2011                                   | «Here for a Good Time»         | 2              | 46             | 66             |
| 2011                                   | «Love's Gonna Make It Alright» | 1              | 61             | —              |
| 2012                                   | «Drinkin' Man»                 | 37             | —              | —              |
| «—» прочерк означает неучастие в чарте |                                |                |                |                |

### Итоговый годовой чарт
| Чарт (2012)                     | Итоги 2012 |
| ------------------------------- | ---------- |
| US Billboard Top Country Albums | 39         |